# Kilian Looser

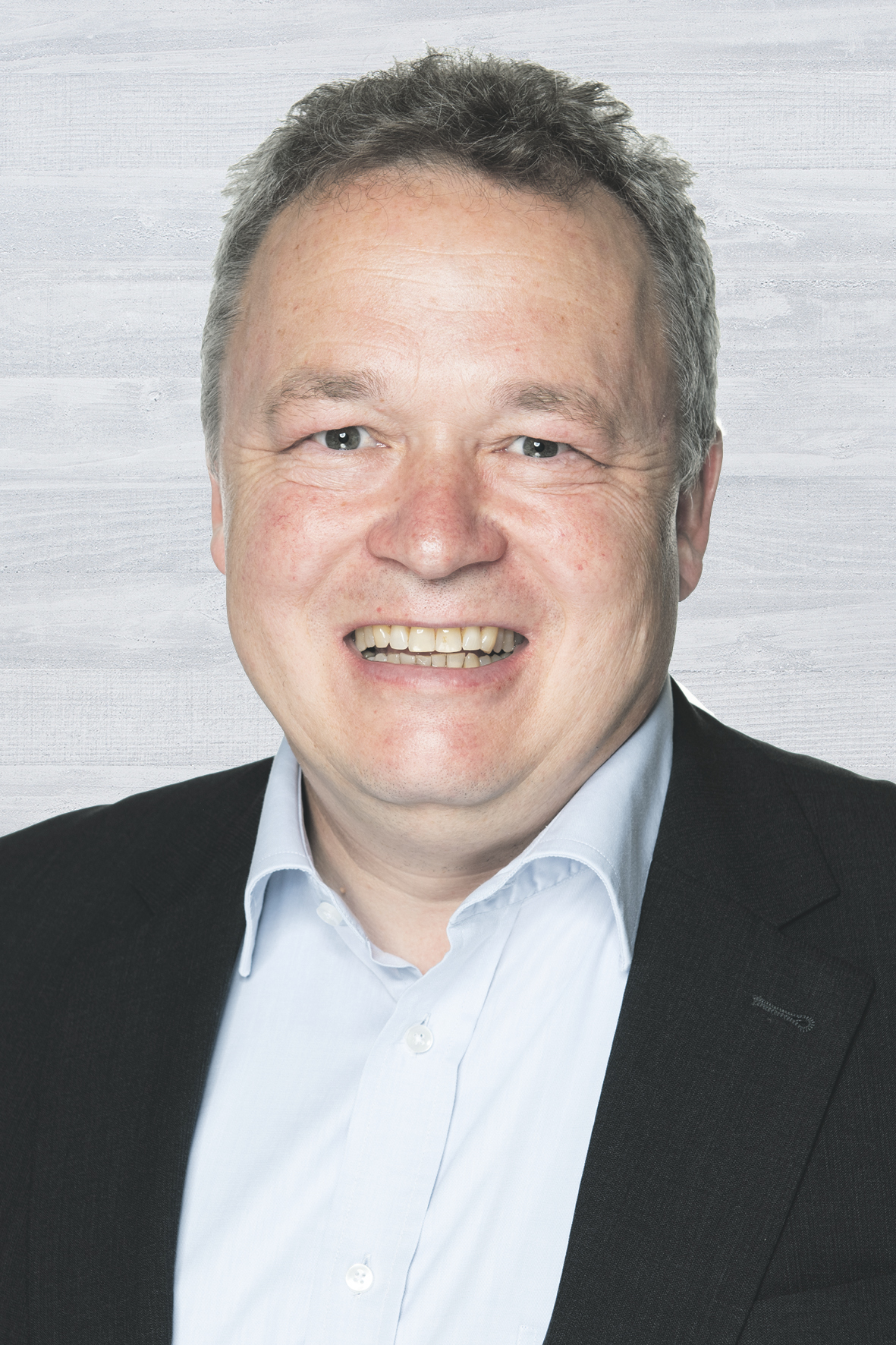
Kilian Looser (2019)

Kilian Looser (* 1969) ist ein Schweizer Politiker (FDP). Er vertrat von 2015 bis 2021 den Wahlkreis Toggenburg im Kantonsrat des Kantons St. Gallen.

## Leben
Kilian Looser ist gelernter Wirtschaftsinformatiker. Seit 2011 steht er der Gemeinde Nesslau als Gemeindepräsident vor.

## Politik
Nebst dem politischen Amt als Gemeindepräsident ist Looser in verschiedenen politischen Positionen tätig. Zu seinen politischen Interessenvertretungen gehören beispielsweise das Vize-Präsidium der Vereinigung St. Galler Gemeindepräsidentinnen und Gemeindepräsidenten (VSGP), Präsident des Vereins Region Toggenburg, Waldratspräsident der Waldregion 5 und die Ratsmitgliedschaft bei der Schweizerischen Arbeitsgemeinschaft für Berggebiete.